# Courrier international
Courrier international est un hebdomadaire français d'information fondé en 1990.
Paraissant chaque jeudi, il est entièrement constitué d'articles de journaux étrangers qui sont traduits en français. Il publie ainsi aussi bien des journaux allemands (Die Welt) que portugais (Público), turcs (Cumhuriyet) ou israéliens (Haaretz).
Sa ligne éditoriale vise à offrir un regard étranger sur l'actualité et les grands enjeux contemporains. En 2021, il est vendu en France à 157 160 exemplaires pour une diffusion totale de 169 265 exemplaires. Courrier International est une filiale du Groupe Le Monde.
Son siège est situé à Paris.

## Histoire

### Fondation et numéros zéro
Courrier international est conçu à l'automne 1990 par Jean-Michel Boissier, Hervé Lavergne, Maurice Ronai et Jacques Rosselin. Il finit par voir le jour le 8 novembre 1990, un an après la chute du mur de Berlin. Cette parution est rendue possible grâce à deux investisseurs, Pierre Bergé et Guy de Wouters, de la Société générale de Belgique qui investissent chacun 5 millions de francs.
Entre-temps, deux numéros zéro ont été imprimés. Le premier, de très grand format, en novembre 1987, photocopié en quelques exemplaires, sert de base à une présentation à 300 personnes, famille et amis, début 1988 à la Maison de l'Amérique latine. Elle permet de recueillir un premier financement, grâce à la méthode dite de « l'agenda multiplicateur », racontent Maurice Ronal et Jacques Rosselin, une sorte de financement participatif avant l'heure.
Christian Marchandise, fondateur et dirigeant de Télémarket et Jean-François Lemoine, patron du quotidien Sud Ouest font partie des donateurs. L'argent collecté (environ 300 000 francs) est utilisé pour réaliser un second numéro zéro, tiré à quelques centaines d'exemplaires le 22 juin 1988, pour réaliser une étude de marché avec Ipsos et pour réaliser des dossiers de prospection. Plusieurs des membres de l'équipe du journal participeront à la réalisation du numéro zéro, dans les locaux de la société Intellexis, rue Bréguet à Paris. Près d'une centaine d'investisseurs potentiels sont rencontrés entre septembre 1988 et décembre 1990, mais sans succès. On retrouve parmi eux, l'ensemble des groupes de presse français. Les deux premiers actionnaires de Courrier international sont contactés pour la première fois en septembre 1989, grâce à Eric Ghebali. Il est alors secrétaire général de SOS Racisme et proche de Pierre Bergé. C'est par le truchement de Tony Dreyfus, avec qui il est également en contact, que les fondateurs entrent en contact avec Hervé de Carmoy, président de la Société générale de Belgique, qui les met aussitôt en contact avec Guy de Wouters.

### Débuts
L'hebdomadaire se vend à 30 000 exemplaires à son premier numéro et atteint les 135 413 exemplaires en 2001 puis 176 084 en 2004-2005. C'est donc surtout grâce à un plan mis au point par Hervé Lavergne[réf. souhaitée] qu'il va connaître un succès progressif et croissant, surfant sur une actualité internationale très dense, notamment la première guerre du Golfe qui éclate le 17 janvier 1991 et les événements en Russie. Ainsi, les numéros publiés pendant la guerre du Golfe, qui démarre en janvier 1991, et qui traduisent des journaux arabes interdits en France, connaissent un grand succès médiatique. Ce sont ces grands événements internationaux qui mettront en évidence l'intérêt du concept. Par ailleurs, le Putsch de Moscou décrit par les journalistes russes, les élections en Algérie vues par la presse arabe, le référendum français sur le traité de Maastricht, vu par la presse européenne… Courrier international est le premier journal français à faire sa couverture sur Bill Clinton en 1991, alors inconnu en France, anticipant sur sa victoire aux primaires, grâce à un article américain du New Republic.

### Mise en place et rachat
La publication est dirigée, jusqu'à fin 1994, par Jacques Rosselin, un de ses quatre fondateurs. Il est licencié par Bernard Wouts, pour un désaccord sur la nomination du rédacteur en chef et sur la stratégie, moins d'un an après qu'il eut été racheté par le groupe Générale Occidentale, une filiale d'Alcatel. Cette dernière possédait notamment L'Express et Le Point. Le rachat est conclu en mars 1994 pour la somme de 83 millions de francs alors que le titre n'est pas encore à l'équilibre. Il ne l'atteint qu'en 1999, après neuf années d'exploitation. Courrier international est ensuite racheté par Jean-Marie Messier et Vivendi, dans le lot de la Générale Occidentale et de L'Express.
Le groupe Le Monde rachète le Courrier international en 2001. Bernard Wouts, alors patron du journal Le Monde, n'avait pas initialement répondu favorablement aux sollicitations des fondateurs, venus lui rendre visite en 1989. Il a fini par en devenir le patron, via la Générale occidentale, qu'il dirigeait, en 1994. Puis il est dirigé par Philippe Thureau-Dangin, recruté au journal en 1993 par Olivier Postel-Vinay, alors rédacteur en chef.
De nombreux journalistes et salariés de l'équipe d'origine sont encore là, la palme de l'ancienneté revenant à Hidenobu Suzuki (qui a quitté le journal en 2010) et Kazuhiko Yatabe, qui ont participé à la production du numéro zéro de juin 1988.

### Vingt ans
Le 9 septembre 2010, à l'occasion de ses vingt ans, Courrier international fait peau neuve avec un nouveau logo et une maquette renouvelée. Ce lancement s'accompagne d'une campagne de communication, où l'on retrouve sur les visuels deux avions circulant, sans les percuter, au-dessus des deux tours raccourcies du World Trade Center à New York. Cette image, qui illustre le nouveau slogan du magazine, « Learn to anticipate » (« Apprendre pour anticiper »), suscite de nombreuses réactions négatives aux États-Unis.
Le 4 octobre 2012, Courrier international lance une nouvelle formule avec des unes plus fortes, une maquette plus rythmée et une présence accrue sur le Web.
En octobre 2013, la direction du journal annonce un plan de licenciements d'un tiers de l'effectif (une vingtaine de personnes de l'équipe de Presseurop),, ce qui déclenche un mouvement de grève de la rédaction, fait unique dans l'histoire du journal. Le projet Presseurop s'est interrompu en décembre 2013 avant de devenir Voxeurop en juin 2014, un projet indépendant.

### Vingt-cinq ans
Le 14 février 2014, Arnaud Aubron devient directeur de la publication et président du directoire . En 2014, Courrier international devient le magazine français comptant le plus d'abonnés purs numériques, avec 8 417 abonnés.
Le 19 mars 2015, un nouveau site web, conçu en tant que site web adaptatif, est mis en ligne,,. Il accorde plus de place à l'actualité, et il voit la mise en ligne de quatre chaînes thématiques : Enquêtes, Voyages, Sciences et Histoire.
Le 26 novembre 2015, Courrier international fête ses 25 ans au Trabendo, en présence de deux de ses quatre fondateurs, avec à l'affiche le Libanais Bachar Mar-Khalifé, Acid Arab et le Mellotron. Six cents personnes assistent à l'événement.

## Identité visuelle

### Logos

Logo du numéro zéro de Courrier international paru en juin 1988.
Logo de Courrier international à sa parution, le 9 novembre 1990.
Logo de Courrier international dans la seconde moitié des années 1990.
Logo de Courrier international vers 2000 jusqu'au 9 septembre 2010.
Logo de Courrier international du 9 septembre 2010 au 4 octobre 2012.
Logo de Courrier international depuis le 4 octobre 2012.

### Slogans
En septembre 2010, le slogan de l'hebdomadaire est « Apprenez à anticiper ». Il devient, depuis février 2015 « Un autre regard sur l'actualité ».

## Actualité
En juillet 2010, le journal offre en exclusivité à ses lecteurs, le nouvel album de Prince, 20Ten. C'est une première en France pour l'industrie de la musique.

## Direction
Président du directoire
- Philippe Thureau-Dangin : 2001 - mars 2012[17]
- Antoine Laporte : 2 avril 2012 - février 2014[18]
- Arnaud Aubron :  27 février 2014[11] - 15 octobre 2021
- François-Xavier Devaux : depuis le 15 octobre 2021

Directeur de la rédaction
- Éric Chol : du 9 avril 2012 au 4 juillet 2019[18]
- Claire Carrard : depuis le 5 juillet 2019

## Diffusion
En 2015, il est vendu en France à plus de 167 000 exemplaires, en hausse de 2,84 % en un an, l'une des plus fortes hausse de la presse, notamment tirée par les ventes au numéro et les abonnements numériques, au nombre de 15 000 en février 2015. Le site internet contient de nombreux compléments aux numéros papiers. Courrier international publie régulièrement des hors-séries thématiques, dont un hors-série annuel en collaboration avec l'hebdomadaire britannique The Economist. La diffusion totale est alors de 182 300 exemplaires.
En 2018, il est vendu en France à 157 160 exemplaires pour une diffusion totale de 169 265 exemplaires.
Comme la plupart des journaux édités sur papier, la diffusion papier baisse de manière importante ces dernières années, cependant pour Courrier international elle est compensée par les ventes numériques : les abonnements numériques s'élèvent à 57 000 en février 2021.
| Année | Diffusion France payée | Diffusion totale payée | Diffusion totale |
| ----- | ---------------------- | ---------------------- | ---------------- |
| 2015  | 167 184                | 179 579                | 182 303          |
| 2016  | 164 624                | 176 689                | 178 786          |
| 2017  | 166 319                | 178 159                | 179 706          |
| 2018  | 157 160                | 167 330                | 169 265          |
| 2019  | 155 079                | 164 790                | 166 764          |
| 2020  | 157 767                | 167 204                | 168 766          |
| 2021  | 161 069                | 169 858                | 171 360          |

## Récompenses
- Courrier international est élu Meilleur Magazine de l'année Grand Prix des médias CB News 2003 [23]
- Le 25 janvier 2005, Courrier international reçoit le deuxième prix au Grand prix de la Une de la presse organisé par Clear Channel pour sa couverture « Pétrole. 2006 : le début de la fin »[24],[25].
- Le 15 avril 2008, Courrier international reçoit le prix du « Coup éditorial » des magazines de l'année pour sa double couverture sur Nicolas Sarkozy et Ségolène Royal du 15 mars 2007[26],[27].
- Le 11 avril 2011, Courrier international reçoit le prix du Club des directeurs artistiques, catégorie presse magazine[28].
- Le 26 novembre 2014, Courrier international reçoit le « Grand prix de la presse internationale de la part de l'Association de la presse étrangère », catégorie Internet et Presse écrite[29],[30].
- Prix Relay du magazine de l’année en 2020[31].
- Etoile de l’ACPM  en 2021 pour la plus forte progression de diffusion parmi les titres de la presse hebdomadaire[32].

## Adaptations à l'étranger

### En Europe
En 2014, Voxeurop est un média pan-européen, successeur et héritier de Presseurop qui appartenait à Courrier international. Voxeurop publie des traductions d'articles de plus de 200 titres de la presse étrangère dans dix langues, mais également des dessins de presse ainsi que des contenus originaux.

### En Italie
En 1993, Internazionale, un hebdomadaire italien d'information internationale est créé. Il s'inspire de Courrier international et reprend les grandes lignes de l'actualité internationale à travers la traduction en italien d'articles de grands journaux mondiaux. La rédaction se trouve à Rome.

### Au Portugal
Le 2 avril 2005, à Lisbonne, Courrier Internacional, une édition portugaise liée à Courrier international, est publié pour la première fois. Cette publication reproduit environ 80 % de l'édition française de la même semaine, y ajoutant des articles sur le Portugal (de la presse non-portugaise) et ses anciennes colonies (Angola, Mozambique, Cap-Vert, Sao Tomé-et-Principe, Guinée-Bissau, Timor oriental, Brésil) ainsi que d'autres sujets d'intérêt pour le public portugais. Le directeur de Correio Internacional est Fernando Madrinha et ce titre appartient au groupe Impresa, de l'ancien premier ministre portugais Francisco Balsemão.

### Au Japon
Le 17 novembre 2005, à Tokyo, Courrier Japon paraît pour la première fois, en japonais. Il est édité par le groupe Kōdansha, sous la responsabilité de Yoshiaki Koga. Il paraît dans un premier temps une semaine sur deux et présente la presse du monde entier, en japonais, d'une manière sensiblement différente de Courrier international, plus adaptée au goût japonais. Il est désormais mensuel. Son format et son papier, notamment, sont ceux d'un magazine standard, contrairement au Courrier international qui par son aspect se rapproche plus d'un quotidien.

### En Belgique
Le 17 décembre 2009, à Bruxelles, paraît une édition belge du Courrier international, à la suite de la création d'un groupement européen d'intérêt économique entre le groupe Le Monde et le groupe IPM. Il s'agit en fait de l'édition française de l'hebdomadaire, augmentée de quatre pages de contenu spécifique.

### Aux Pays-Bas
Depuis 2009, le bimensuel 360 reprend aux Pays-Bas, le principe de Courrier international sous licence de l'éditeur français.

## Dans les arts
Une des lignes éditoriales est de faire connaître de façon brève à la francophonie ce que sont les différentes tendances dans le monde des arts recevant du public comme l'architecture, les lieux d'exposition, le monde de l'image, etc.
En 2011, Hervé Lavergne publie un roman intitulé Numéro spécial dans lequel il raconte l'histoire de la fondation d'un magazine de presse internationale, L'Œil international, qui, comme le reconnait l'auteur, est très directement inspiré de faits réels.